# Gabrielle d'Estrées y una de sus hermanas
Gabrielle d'Estrées y una de sus hermanas (en francés: Gabrielle d'Estrées et une de ses sœurs) es un pintura al óleo de un artista desconocido, realizada en 1594.

## Descripción
La pintura es un óleo con unas dimensiones de 42 x 78 centímetros. Está en la colección del Museo del Louvre, en Paris.

## Análisis
Esta pintura muestra dos mujeres, Gabrielle d'Estrées (1571-1599), amante del rey Enrique IV (1553-1610), y probablemente, una de sus hermanas.

## Europeana 280
En abril de 2016, la pintura Gabrielle d'Estrées y una de sus hermanas fue seleccionada como una de las diez más grandes obras artísticas de Francia por el proyecto Europeana.